# La Serena Open
Il La Serena Open è stato un torneo professionistico di tennis giocato sulla terra rossa. Faceva parte dell'ATP Challenger Tour e si giocava annualmente a La Serena, in Cile.

## Albo d'oro

### Singolare
| Anno | Campione              | Finalista            | Punteggio     |
| ---- | --------------------- | -------------------- | ------------- |
| 2005 | Edgardo Massa         | Mariano Puerta       | 6–4, 7–6(3)   |
| 2006 | Non disputato         | Non disputato        | Non disputato |
| 2007 | Mariano Zabaleta      | Juan Pablo Brzezicki | 6–2, 6–4      |
| 2008 | Rubén Ramírez-Hidalgo | David Marrero        | 6–3, 6–1      |

### Doppio
| Anno | Campioni                         | Finalisti                           | Punteggio        |
| ---- | -------------------------------- | ----------------------------------- | ---------------- |
| 2005 | Enzo Artoni Ramón Delgado        | Tomas Behrend Marcos Daniel         | 7–6(2), 6–4      |
| 2006 | Non disputato                    | Non disputato                       | Non disputato    |
| 2007 | Marc López Simone Vagnozzi       | Carlos Berlocq Brian Dabul          | 3–6, 6–3, [10–1] |
| 2008 | Nicolás Lapentti Eduardo Schwank | Sebastián Decoud Cristian Villagrán | 6–4, 6–0         |